# Axonopus flabelliformis
Axonopus flabelliformis är en gräsart som beskrevs av Jason Richard Swallen. Axonopus flabelliformis ingår i släktet Axonopus och familjen gräs. Inga underarter finns listade i Catalogue of Life.